# Население Монголии

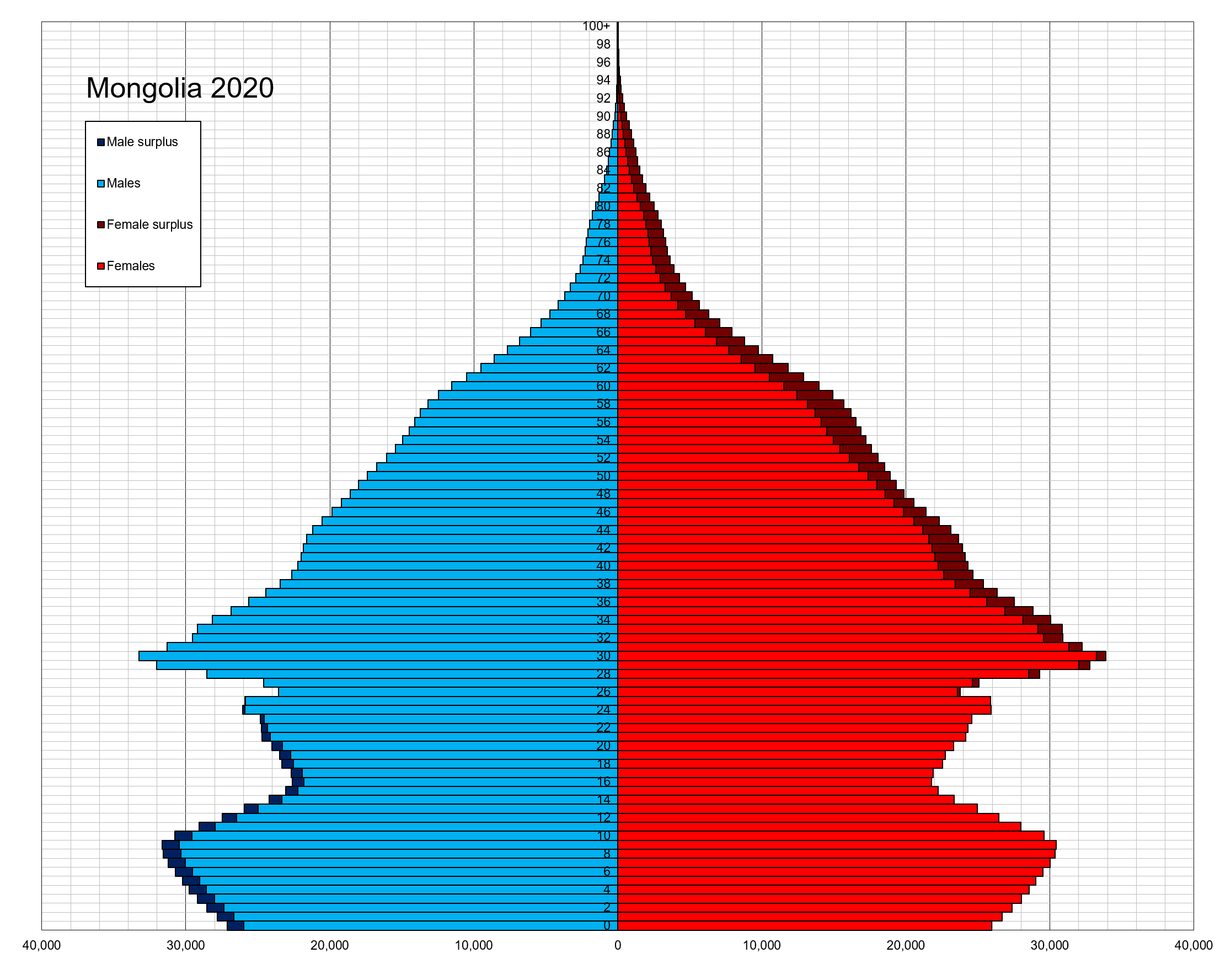
Возрастно-половая пирамида населения Монголии на 2020 год

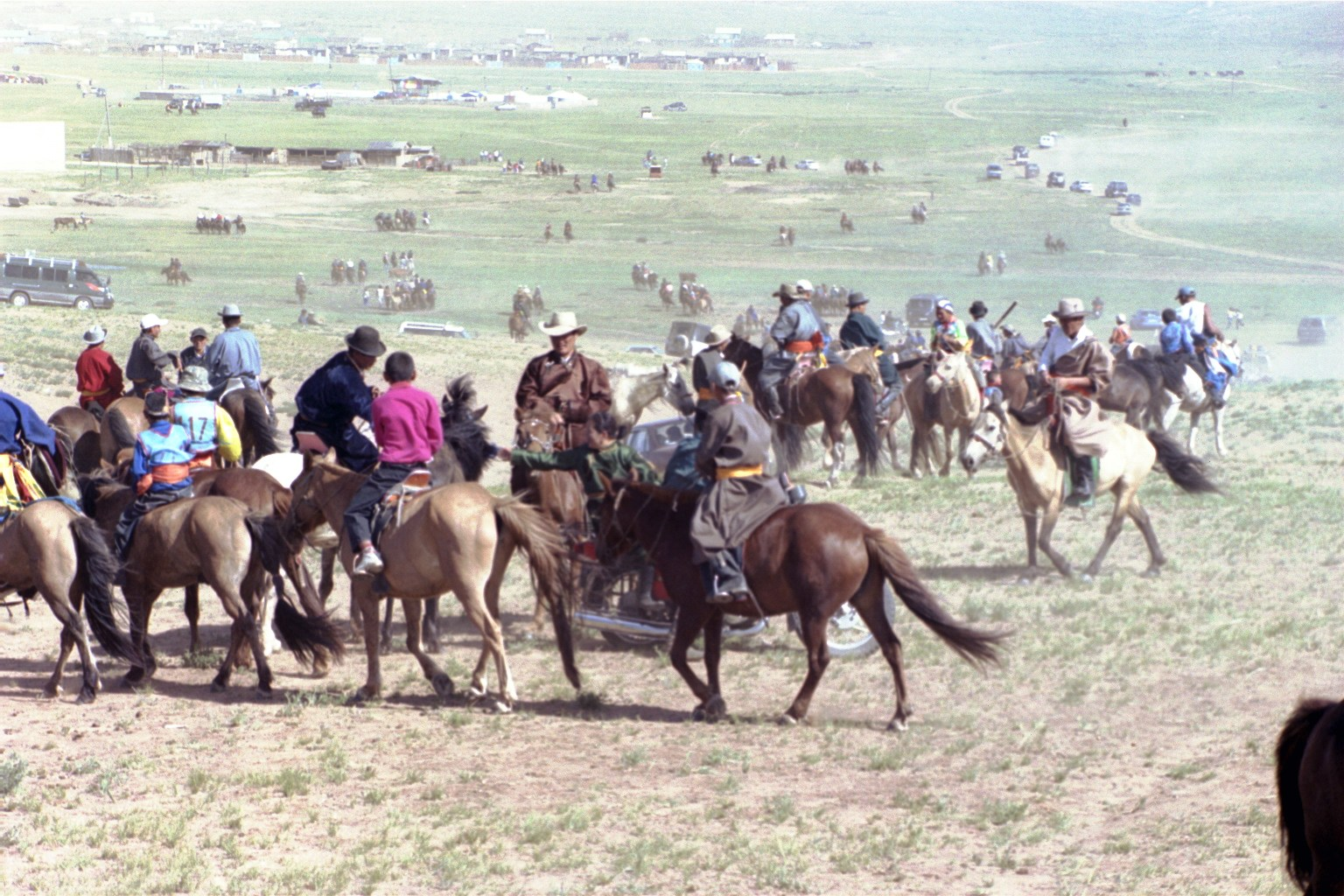
Монголы на национальном празднике Надом

Данная статья о населении Монголии, о её этническом и религиозном составе.

## Динамика численности
- 1918 год — 647,5 тыс. человек (перепись)[1];
- 1935 год — 738,2 тыс. человек (перепись)[1];
- 1944 год — 759,1 тыс. человек (перепись)[1];
- 1956 год — 845,5 тыс. человек (перепись)[1];
- 1963 год — 1071,1 тыс. человек (перепись)[1];
- 1969 год — 1197,6 тыс. человек (перепись)[1];
- 1979 год — 1595,0 тыс. человек (перепись)[1];
- 1989 год — 2044,0 тыс. человек (перепись)[2];
- 2000 год — 2373,5 тыс. человек (перепись)[2];
- 2011 год — 2811,6 тыс. человек[2]
- 2015 год — 3057,8 тыс. человек (среднесрочная перепись)[3]

По прогнозам к концу XXI века население Монголии может сократиться до 1 миллиона в результате снижения рождаемости.

## Национальный состав
Наиболее многочисленной частью населения (95 %) являются представители монгольской группы. В различных регионах Монголии традиционно проживают казахи, также в стране имеется небольшое количество мигрирующих сюда русских и китайцев. Монгольская этническая общность сложилась в Центральной Азии. В X веке нашей эры значительная часть этой территории была местом обитания монголоязычных киданей. В XIII веке проживающие здесь монголоязычные племена были объединены Чингисханом в одной державе, что послужило началом в формировании монгольской народности. После развала Монгольской империи в XIV веке, уже в XV столетии произошло разделение монголов на западную и восточную группы, а в середине XVI века восточная, в свою очередь, распалась на северную и южную.
К доминирующей этнической группе из проживающих в стране монголов относятся халха-монголы (халх), численностью в 2 659 985 человек, составляющие 83,8 % от всего населения страны (перепись 2020 г.). Халха сложились на основе древнемонгольских элементов.
Некоторыми особенностями быта и языка отличаются немногочисленные этнографические группы, близких к халха: дариганга (36 419 человек, 1,1 %), проживающие в юго-восточном Дорноговь (Восточно-Гобийском) аймаке, и хотогойты (8583 человека, 0,3 %). Значительной ассимиляции со стороны халхасцев подверглись также народы южной группы монголов — узумчины (2308 человек), хорчины (154 человека), чахары (132 человека в 2010 году, в переписи 2020 года не значатся) и другие.
Субэтносы монголов-халхасцев:
- Элжигин (1034 человек или 0,03 %)
- Дархаты (24 549 чел. или 0,8 %), проживающие в Хувсгел (Хубсугульском) аймаке, появились в результате смешения монгольских, тюркских и самодийских этнических элементов.
- Хотогойты
- Сартулы

К западной группе монголов — ойратам — относятся дэрбэты, проживающие в Увс (Убсунурском) аймаке и вместе с родственными им хойтами и хошутами насчитывают 84 101 человека или 2,6 % от населения страны (перепись 2020 г.), захчины (в основном на юге и центре Ховд (Кобдосского) аймака), насчитывающие в стране 37 407 чел. или 1,2 %, олёты (на востоке аймака Баян-Улгий (Баян-Улэгейского), 14 666 чел. или 0,5 %) , торгуты (юго-запад аймака Ховд (Кобдосского), 15 596 или 0,5 %), баяты (в основном в Увс (Убсунурском) аймаке, 63 775 чел. или 2,0 %), мянгаты (на севере Ховд (Кобдосского) аймака, 8125 чел. или 0,2 %). Торгуты являются потомками тех ойратских племён, что в 1771 году вернулись в Центральную Азию с берегов Волги. Урянхайцы (29 021 человек или 0,9 %) населяют Ховд, Баян-Улгий аймаки и разбиты на несколько этнических групп. Это алтайские и хубсугульские урянхайцы.
Буряты (43 661 человек, 1,4 %) в основном являются выходцами из Восточной Сибири, однако есть и местного происхождения. Проживают в основном в северо-восточных аймаках Хэнтий, Дорнод, Сэлэнгэ, Туве, Булган. Близки к ним переселившиеся из Северо-Восточного Китая баргуты (2832 чел. или 0,1 %) и хамниганы (384 чел.), расселённые в аймаках Дорнод и Хэнтий. Хамниганы являются потомками омонголившихся эвенков, перешедших от оленеводства к кочевому скотоводству.
Тюркское население представлено в Монголии в первую очередь казахами. Численность казахов 120 999 человек или 3,8 %, перепись 2020 г. После подавления уйгурского восстания в Синьцзяне некоторые казахи попросили убежище в Монголии, чтобы избежать от маньчжурской карательной операции. Казахи пришли в Монголию из различных мест — часть перекочевала в середине XIX века с южного на северный склон Монгольского Алтая, другие пришли из верховьев Бухтармы и долины Чёрного Иртыша. Казахи сохраняют свой язык и культуру. Составляют большинство населения в аймаке Баян-Улгий.
Цаатаны (208 чел., 2020 г.) являются тувинцами-оленеводами, выходцами из Тоджи, (Тува). Тувинцы-мончак близки по языку казахам. Хотоны (12 057 человек или 0,4 %) пришли в Монголию в конце XVII века из Синьцзяна и в настоящее время уже перешли на монгольский язык, проживая в основном в Увс аймаке, а также более рассеянно в Ховд, Завхан, Хувсгел аймаках.
Русских, по данным 2007 года, проживает в настоящее время в Монголии около 1,5 тысячи чел. Ещё в конце 1980-х годов их насчитывалось 20 тысяч человек. Переселяться в Монголию они начали в середине XIX века, первыми из русского населения здесь были старообрядцы, бежавшие от религиозных преследований. Китайцев на 2007 год в Монголии осталось 250 человек, хотя в середине 1960-х годов число китайцев доходило до 25 тысяч.
| народность                               | численность 2010 | численность 2020 | доля 2020 % | группа                                              |
| ---------------------------------------- | ---------------- | ---------------- | ----------- | --------------------------------------------------- |
| халха-монголы                            | 2 168 141        | 2 659 985        | 83,8        |                                                     |
| казахи                                   | 101 526          | 120 999          | 3,8         | тюрки                                               |
| дэрбэты                                  | 72 403           | 83 719           | 2,6         |                                                     |
| баяты                                    | 56 573           | 63 755           | 2,0         |                                                     |
| буряты                                   | 45 087           | 43 661           | 1,4         |                                                     |
| захчины                                  | 32 845           | 37 407           | 1,2         |                                                     |
| дариганга                                | 27 412           | 36 419           | 1,1         |                                                     |
| урянхайцы                                | 26 654           | 29 021           | 0,9         |                                                     |
| дархаты                                  | 21 558           | 24 549           | 0,8         |                                                     |
| торгуты                                  | 14 176           | 15 596           | 0,5         |                                                     |
| олёты                                    | 15 520           | 14 666           | 0,5         |                                                     |
| хотоны                                   | 11 304           | 12 057           | 0,4         | омонголившиеся тюрки                                |
| хотогойты                                | 15 460           | 8583             | 0,3         |                                                     |
| мянгаты                                  | 6592             | 8125             | 0,2         |                                                     |
| баргуты (барга)                          | 2989             | 2832             | 0,1         |                                                     |
| тувинцы (тува)                           | 5169             | 2354             | 0,1         | тюрки (собственно тува)                             |
| узумчины                                 | 2577             | 2308             | 0,1         |                                                     |
| сартулы                                  | 1286             | 2023             | 0,1         |                                                     |
| элжигины                                 | 1340             | 1034             | 0,0         |                                                     |
| хамниганы                                | 537              | 384              | 0,0         | потомки омонголившихся тунгусо-маньчжуров (эвенков) |
| хошуты                                   | -                | 382              | 0,0         |                                                     |
| цаатаны                                  | 282              | 208              | 0,0         | тюрки                                               |
| узбеки (чантуу)                          | 260              | 202              | 0,0         | омонголившиеся узбеки                               |
| хорчины                                  | 152              | 154              | 0,0         |                                                     |
| чахары                                   | 132              | -                | -           |                                                     |
| другие народности — монгольские граждане | 1142             | 4122             | 0,1         |                                                     |
| Всего граждан Монголии                   | 2 631 117        | 3 174 565        | 100,0       |                                                     |
| иностранные граждане:                    | 16 320           | 22 418           |             |                                                     |
| - Китай                                  | 8688             | 9348             |             |                                                     |
| - Россия                                 | 2474             | 2600             |             |                                                     |
| - США                                    | 656              | 2376             |             |                                                     |
| - Республика Корея                       | 1522             | 2219             |             |                                                     |
| - другие иностранные граждане            | 2980             | 5783             |             |                                                     |

## Расселение и динамика
Общая численность населения Монголии на июль 2007 года составляла 2 952 000 человек, на 2010 год — 2 647 545 жителей. Средняя плотность населения — 1,8 человек на 1 км². Городское население — 65 %, на столицу Улан-Батор с населением около 1 миллиона жителей приходится 1/3 всего населения страны. Наиболее плотно заселены Хангайский горный район и долина реки Орхон (5—6 чел./км²). На юге Монголии, на пустынных и полупустынных территориях, занимающих до 40 % от общей площади страны, плотность составляет лишь 1 человек на 10—15 км², значительные территории здесь вообще безлюдны.
Естественный прирост составляет 28 человек на 1000 в год, при рождаемости 37 и смертности 9 человек на 1000 жителей. С 1950 года по 1983 год население Монголии увеличилось в 2,3 раза, а с 1950 по 2007 год — почти в 4 раза.
Халха-монголы расселены компактной массой в восточных, центральных и южных аймаках страны. Народы южномонгольской группы — узумчины, чахары и прочие — кочуют на юго-востоке Монголии. Здесь же проживают и родственные халха дариганга. Хотогойты населяют территории к востоку от озера Хяргас-Нуур. Монголы западной, ойратской группы — захчины, торгуты, дербэты и другие — заселяют земли в западной Монголии, к западу от озёр Убсу-Нур и Хар-Нуур. Дархаты живут в Хубсугульском аймаке. Буряты населяют север Монголии, долины рек Селенги, Онона, Иро и восточный берег озера Хубсугул. Родственные им баргуты — на берегах реки Керулен.
Казахи живут преимущественно по верхнему течению реки Кобдо, где был образован аймак Баян-Улгий. Алтайские урянхайцы и тувинцы-мончак расселены по Монгольскому Алтаю, от верховьев Кобдо до верховьев Булгана. Хубсугульские урянхайцы проживают соответственно в Хубсугульском аймаке; здесь же, среди дархатов, живут и цаатаны. Русские и китайцы в большинстве живут в городах.

## Язык и письменность
Государственный язык в Монголии — монгольский, хотя в Баян-Улэгэйском аймаке при преподавании в школах используется и казахский язык. Современный монгольский язык, на котором говорит основная часть населения Монголии, а также монголы Китая, проживающие во Внутренней Монголии и некоторых других районах, включает несколько диалектов.
Традиционное для монголов старомонгольское письмо появилось в начале XIII века, оно было образовано на основе уйгурского алфавита, уйгуры в свою очередь позаимствовали его у согдийцев. В 1945 году монгольский язык в Монгольской Народной Республике был переведён на кириллицу, имевшую в основе русский алфавит с добавлением ещё двух букв — Ө и Ү. Таким образом монгольская кириллица, созданная на основе халхасского диалекта, стала единственной системой записи монгольского языка в МНР, однако в КНР, где проживает основная часть монголоязычного населения, продолжилось использование традиционного письма. С 1990-х годов в Монголии предпринимаются попытки возрождения старомонгольского письма. С 2000-х годов возобновилось использование традиционного письма в официальных документах страны наряду с кириллицей. 
В XVIII—XIX веках в Монголии был широко распространён тибетский язык, на котором писались художественные произведения, религиозные и научные трактаты, он применялся и продолжает применяться в религиозной практике буддизма.

## Религия
| Отношение к религии | численность | доля % |
| ------------------- | ----------- | ------ |
| буддизм             | 1 009 357   | 53,0   |
| ислам               | 57 702      | 3,0    |
| шаманизм            | 55 174      | 2,9    |
| христианство        | 41 117      | 2,1    |
| другие религии      | 6933        | 0,4    |
| неверующие          | 735 283     | 38,6   |
| ВСЕГО               | 1 905 566   | 100,0  |

53 % населения страны исповедуют буддизм, 3 % — ислам, в Монголии проживает также свыше 40 тысяч христиан, преимущественно различных протестантских направлений.
Первичной, древней религией монголов был шаманизм, сохранявшийся в некоторых горных районах страны вплоть до середины XX века. Однако на большей части территории Монголии он был вытеснен пришедшим в конце XVI века из Тибета буддизмом, в основном школы Гэлуг. В 1921 году в стране существовало 747 буддистских монастырей, в которых жили 120 тысяч лам, что составляло 2/5 от общего числа мужчин в Монголии. В 1937 году религия в Монголии была запрещена, храмы и монастыри были разрушены, священники и монахи — репрессированы. В послевоенный период символически был открыт единственный буддийский храм в Улан-Баторе. Начиная с 1989 года в Монголии существует свобода совести, было сооружено значительное число буддийских, мусульманских и христианских культовых зданий и сооружений.
Казахи и хотоны исповедуют ислам.